# Niels Ravnkilde
Niels Ravnkilde   (Copenhaguen, 24 de gener de 1823 - Roma, 16 de novembre de 1890) va ser un compositor i educador musical danès.
Ravnkilde va ser deixeble a Copenhaguen per, entre d'altres, J. P. E. Hartmann i més tard va estudiar a Leipzig. Va rebre una menció honorífica per una col·lecció de duets en una cerimònia de lliurament de la Music Society el 1844. El 1853 es va incorporar a la companyia de Hans Puggaard a Roma, on va actuar fins a la seva mort. En l'aristocràcia romana fou molt apreciat i cercat com a educador musical. Va ser president de l'Associació Escandinava a Roma durant molts anys. Entre els seus alumnes tingué a Christian Barnekow.
De les seves composicions només va publicar diverses cançons i peces de piano, i obres orquestrals ocasionals (una obertura i una suite) es van representar públicament a Copenhaguen.
La seva obra demostra que, malgrat la seva llarga estada al Sud, va seguir sent un artista danès. Per recompensa, va rebre un sou anual el 1885 del govern danès i el títol de professor.